# Додж, Мэри Мейпс
Мэ́ри Мейпс Додж (англ. Mary Elizabeth Mapes Dodge), урождённая Мэ́ри Эли́забет Мейпс (англ. Mary Elizabeth Mapes; 26 января 1831, Нью-Йорк — 21 августа 1905, там же) — американская писательница и издатель книг для детей.

## Биография
Родилась в семье известного изобретателя и учёного-химика Джеймса Джей Мейпса и его супруги Софии Феррман. Как и её сёстры получила домашнее образование, изучала английский, французский и латинский языки, музыку, рисование. Мэри проявляла творческие способности в искусстве и литературе.
С детства была окружена известнейшими людьми науки. В 1851 году вышла замуж за адвоката Уильяма Доджа и в течение четырёх последующих лет родила двоих сыновей — Джеймса и Харрингтона. В 1857 году у Уильяма возникли серьёзные финансовые проблемы, и через год он оставил семью. Спустя месяц после его исчезновения, его тело нашли на берегу реки. Мэри с детьми вернулась в семейную усадьбу неподалёку от Ньюарка. Здесь она посвятила себя воспитанию сыновей, но позже решила заработать денег на их образование и начала писать. Сарайчик за фруктовым садом был переоборудован в кабинет, и Мэри с сыновьями превратили его в уютное «логово». Вдали от шума большого дома, здесь в тишине Мэри Додж взялась за работу.
Додж долгие месяцы болела и переехала в Онтеору (Нью-Йорк) в надежде поправить здоровье. Но ей не стало лучше, и писательница скончалась 21 августа 1905 года.

## Творчество
Написала несколько томов стихов и прозы детской литературы, оказавших большое влияние на американскую детскую литературу. Наиболее популярное произведение Додж «Серебряные коньки» (англ. Hans Brinker, or the Silver Skates, 1865) переведено на многие языки, в том числе на русский. Сюжет повести развёртывается на фоне географического и бытового описания Голландии. Следует также отметить произведения «Эрвингтонские Истории» (Irvington Stories; 1864) и «Дональд и Дороти» (Donald and Dorothy; 1883).
С 1873 года издавала популярный детский журнал «Святой Николай» (St. Nicolas), в котором часто печатались такие классики детской литературы, как Марк Твен, Брет Гарт, Роберт Льюис Стивенсон и Редьярд Киплинг. Публикации Додж в «St. Nicolas» были в дальнейшем выпущены отдельными изданиями: «Дни ребёнка» (Baby Days; 1876) и «Мир ребёнка» (Baby World; 1884).
В 1881 году Харрингтон Додж умер, и издательское дело продолжил другой сын — Джеймс Мейпс Додж.

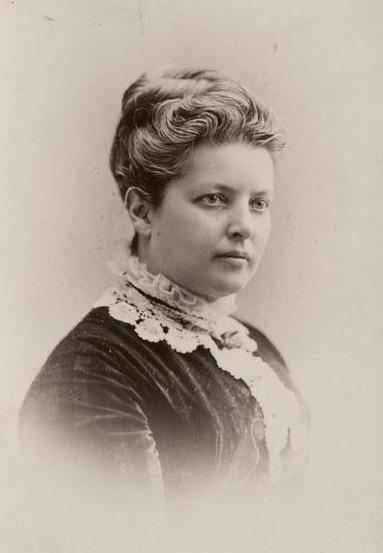
Фотопортрет
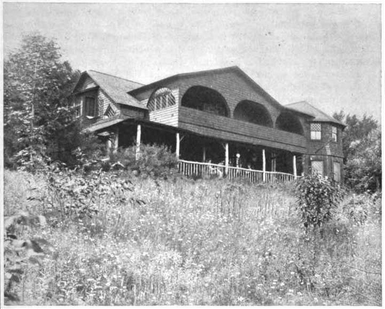
Дом Мэри Додж "Yarrow"
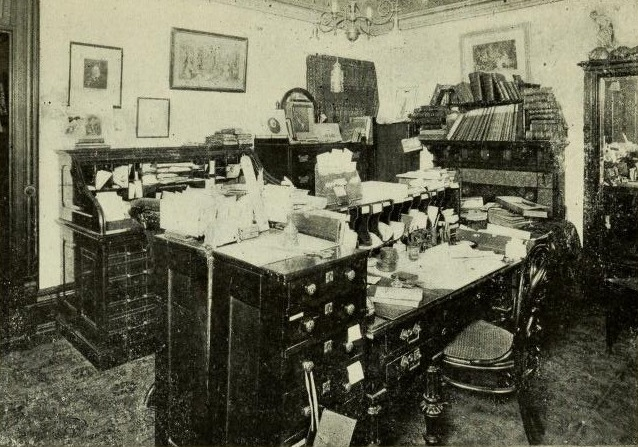
Письменный стол
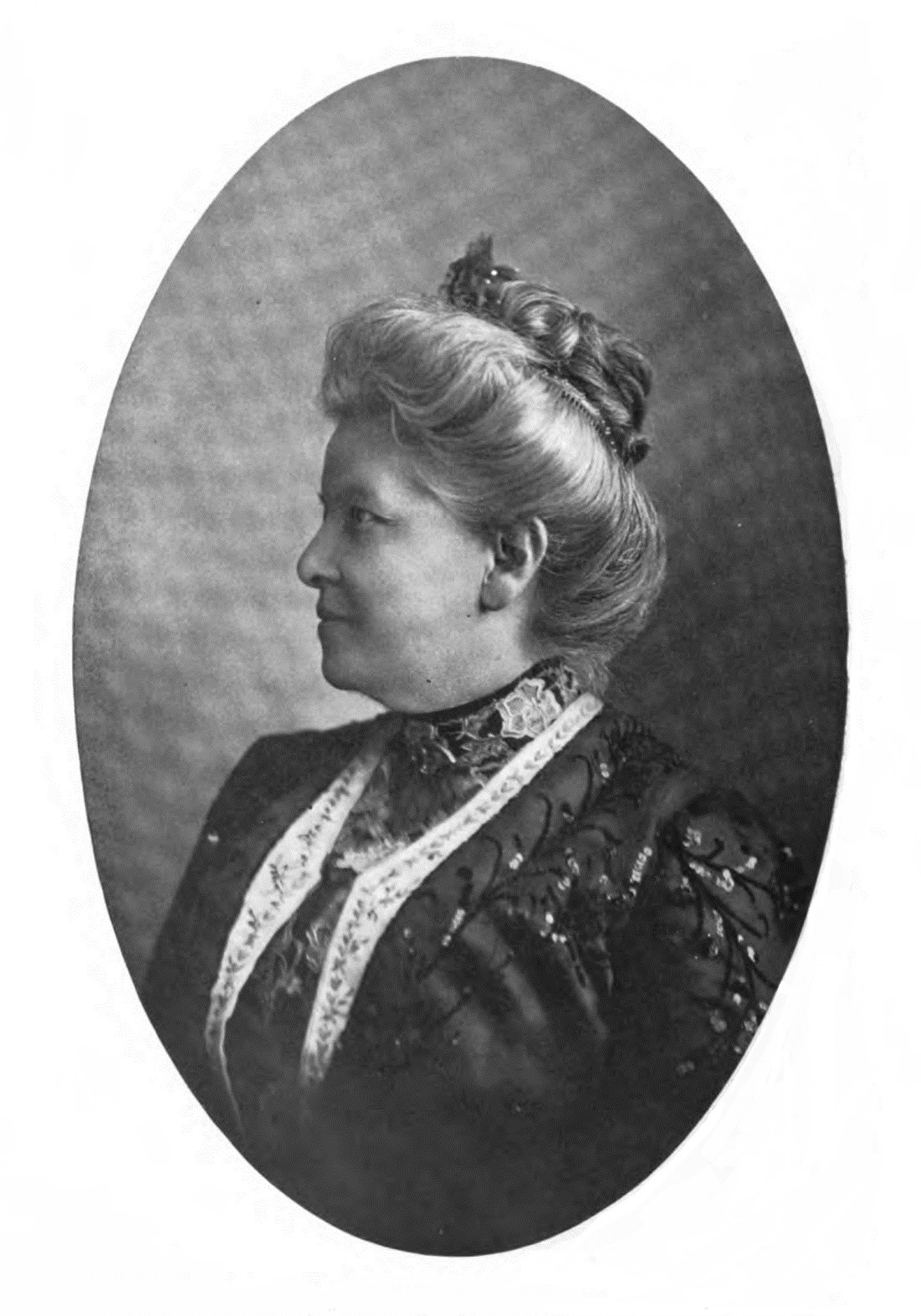
Фото около 1905 года

### Издания на русском языке
- Серебряные коньки: повесть / пер. С. Г. Займовского. — М.: Московский рабочий, 1927 (в том же перев., М.: Польза, 1912). Во франц. переработке Сталь П. — Серебряные коньки: повесть. — Одесса: Светоч, 1927.
- Додж, Мери Мейп. Серебряные коньки, или Ханс Бринкер. — М.—Л.: ЦК ВЛКСМ, Изд-во дет. лит., 1941.
- Додж, Мери Мейп. Серебряные коньки, или Ханс Бринкер / Пер. с англ. М. И. Клягиной-Кондратьевой. — Ставрополь: Ставропольское кн. изд-во, 1956. — 260 с.
- Додж Мери Мейп. Серебряные коньки. Рисунки А. Иткина. — М.: Издательство «Детская литература», 1969. — 272 с.
- Серебряные коньки. — М.: Детская литература, 1997. — (Школьная библиотека). — ISBN 5-08-003802-0
- Ганс Бринкер. — М: Детство. Отрочество. Юность, 2004. — (Библиотека «Иллюстрированная классика»). — ISBN 5-9639-0006-9